# Kurt Batt
Kurt Batt (Hamburgo, 11 de julio de 1931-Rostock, 20 de febrero de 1975) fue un estudioso de la literatura, crítico y lector alemán.

## Vida
Se crio en Teterow y estudió germanística en Leipzig entre los años 1951 y 1959. Hasta 1959 fue profesor universitario de alemán e historia de la literatura en el Conservatorio de Rostock. Se doctoró en 1958 en la facultad de filosofía de la Universidad Karl Marx. A la edad de 28 años fue lector de la editorial Hinstorff, donde se encargó de muchos autores jóvenes; entre otros fue lector de Franz Fühmann.
Desde 1966 fue miembro del Kulturbund de Rostock y del consejo directivo literario de la editorial Aufbau y trabajador de la administración central de las editoriales y librerías del Ministerio de Cultura de la República Democrática Alemana. Entre 1967 y 1971 fue miembro de la junta directiva de la Deutscher Schriftstellerverband. En el año 1974 recibió el premio Heinrich Mann.
Junto a su trabajo como lector también estudio la literatura alemana de los siglos XVIII y XIX, sobre todo a  Fritz Reuter, Jeremias Gotthelf y Georg Christoph Lichtenberg.
Falleció a principios del año 1975 en Rostock a la edad de 43 años debido a un infarto.

## Obra
- Fritz Reuter. Gesammelte Werke und Briefe (1967, editor)
- Fritz Reuter. Leben und Werk (1967)
- Anna Seghers. Entwicklung und Werke (1973)
- Die Exekution des Erzählers (1974)
- Widerspruch und Übereinkunft: Aufsätze zur Literatur (1978)
- Lichtenberg : Aphorismen, Essays, Briefe (1970)